# Tomohiro Tsuda
Tomohiro Tsuda (født 6. maj 1986) er en japansk fodboldspiller, som spiller for den japanske fodboldklub AC Nagano Parceiro.